# Mazda CX-7
Mazda CX-7 — среднеразмерный кроссовер японского автомобильного концерна Mazda.

## История
Автомобиль впервые был представлен в январе 2006 года на автосалоне в Лос-Анджелесе. Mazda CX-7 является серийной версией концепта MX-Crossport, который был представлен в 2005 году. Производство началось весной 2006 года на заводе Mazda в японской Хиросиме.
В 2009 году автомобиль пережил рестайлинг, в ходе которого на рынке помимо полноприводной версии с двигателем 238 л.с. появилась переднеприводная версия с двигателем 2,5 л (163 л.с.).

### Технические характеристики
Mazda CX-7 построена на новой платформе, однако почти все компоненты заимствованы у других моделей. Передняя подвеска — от минивэна Mazda MPV, задняя подвеска — слегка модифицированная подвеска от модели Mazda 3. Один из двигателей — от Mazda 6 MPS, но дефорсированный до 238 л.с., оттуда же и полноприводная трансмиссия с многодисковой электронно-управляемой муфтой в приводе задних колес. Коробка передач представляет собой 6-ступенчатую АКПП Active matic с режимом ручного переключения.
Варианты силовых агрегатов: 
| Версия         | Модель двигателя | Тип двигателя               | Объём, см³ | Мощность, л.с.  | Годы      |
| Mazda CX-7 2.3 | MZR L3           | R4, бензиновый, турбо       | 2261       | 238             | 2006-2012 |
| Mazda CX-7 2.3 | MZR L3           | R4, бензиновый, турбо       | 2261       | 244             | 2006-2012 |
| Mazda CX-7 2.3 | MZR L3           | R4, бензиновый, турбо       | 2261       | 247             | 2012      |
| Mazda CX-7 2.3 | MZR L3           | R4, бензиновый, турбо       | 2261       | 260             | 2006-2012 |
| Mazda CX-7 2.5 | MZR L5           | R4, бензиновый, атмосферный | 2488       | 163             | 2009-2012 |
| Mazda CX-7 2.2 | MZR-CD R2        | R4, дизельный, турбо        | 2184       | 163 / 173 / 185 | 2009-2012 |

### Интерьер и экстерьер
По словам шеф-дизайнера концерна Mazda Ивао Коидзуми, внешность модели CX-7 он придумал, находясь в фитнес-центре. Экстерьер кроссовера как раз являет пример спортивного подхода к созданию городского полноприводного автомобиля, и внешность машины во многом перекликается с интерьером.

## Рестайлинг
После рестайлинга 2009 года Mazda CX-7 обновила внешность, а в модельном ряду появилась переднеприводная версия с 2,5-литровым атмосферным двигателем мощностью 163 л.с. и 5-ступенчатой АКПП FS5A-EL собственной разработки Ford и Mazda.
Продажи обновлённой модели в России начались в 2011 году.
Для европейского рынка предлагался вариант, оснащённый турбодизелем объёмом 2,2 литра (173 л.с.) и 6-ступенчатой МКПП.

## Завершение производства
Снят с производства в августе 2012 года по причине устаревания и конкуренции с более новым кроссовером Mazda CX-5.

## Безопасность
В системе безопасности Mazda CX-7 предусмотрено 6 подушек безопасности, ABS, усилитель экстренного торможения (EBA), система динамической стабилизации DSC и антипробуксовочная система (TSC).
| Euro NCAP                                                  | Euro NCAP | Euro NCAP | Euro NCAP             |
| ---------------------------------------------------------- | --------- | --------- | --------------------- |
| · общий рейтинг                                            |           |           |                       |
| 76%                                                        | 79%       | 43%       | 71%                   |
| взрослый пассажир                                          | ребёнок   | пешеход   | активная безопасность |
| Протестированная модель: Mazda CX-7 2.2 diesel, RHD (2010) |           |           |                       |

Низкая оценка «4 звезды» связана c плохой защитой шеи взрослого человека. Фронтальный удар выявил средний уровень защиты коленей и бедер передних седоков.

## Галерея
- CX-7 2006 года
- CX-7 вид сзади
- CX-7 обновление 2010 года
- Интерьер
- Интерьер
- Интерьер
- Багажник